# Iveta Marčauskaitė
Iveta Marčauskaitė, coniugata Šalkauskė (Šiauliai, 3 febbraio 1982), è un'ex cestista lituana.
Alta 196 cm, giocava come centro.

## Carriera
Con la Lituania ha disputato i Campionati mondiali del 2002 e tre edizioni dei Campionati europei (2005, 2007, 2013).